# Beskattning som slaveri

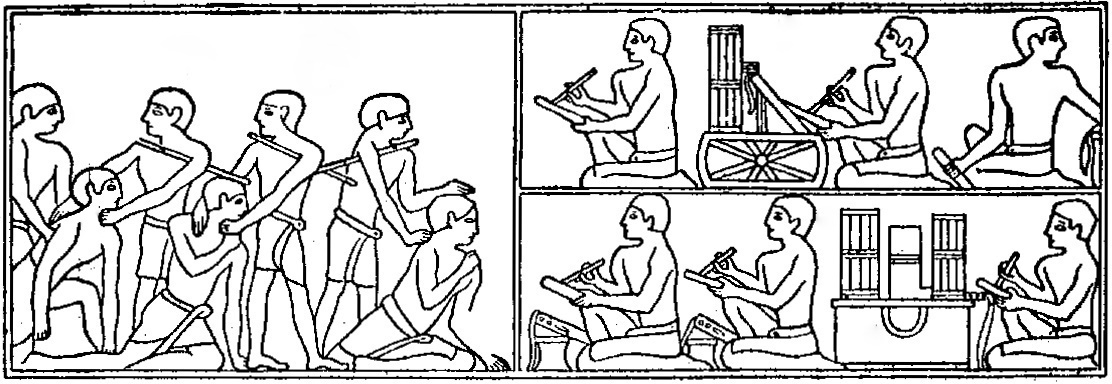
Egyptiska bönder greps för utebliven betalning av skatter under pyramidåldern

Beskattning som slaveri är idén att beskattning resulterar i ett ofritt samhälle där individer tvingas arbeta för att berika regeringen och mottagarna av generositeten, snarare än för sin egen vinning.

## Historia
Historiskt sett var den tidigaste och mest utbredda formen av beskattning hoveri, som kan spåras tillbaka till civilisationens början. Corveen var tvångsarbete för bönder som var för fattiga för att betala andra former av skatt (arbete på fornegyptiska är en synonym för skatter).
De flesta människor accepterar att slaveri var en del av livet på platser som det antika Egypten, Medelhavet, antikens Rom och Grekland etc, men de flesta inser inte att slavarna fick behålla en stor mängd av sina egna pengar eller rikedomar. Till exempel, i några av de första uppgifterna om beskattning och slaveri från över 5000 år, ser vi bevis för att egyptiska faraoner bara samlade in 20 % skatt på spannmålsskördar, och ändå ansågs undersåtarna vara slavar vid denna höga skattenivå, som finns nedtecknat i Första Moseboken 41:34-36
| ” | Låt farao tillsätta förvaltare över landet för att ta en femtedel av Egyptens skörd under de sju överflödsåren. De ska samla in all mat från dessa goda år som kommer och lagra säden under faraos myndighet, förvarad i städerna som förråd. | „ |

I sin bok, American Patriots, skrev journalisten Gail Buckley: "I brittiska ögon existerade de amerikanska kolonierna endast till förmån för moderlandet, men amerikanerna såg varje form av beskattning som slaveri." Anarkokapitalister och andra högerlibertarianer är några av de främsta förespråkarna för argumentet att beskattning är likvärdig med slaveri. International Society for Individual Liberty har gjort detta påstående, liksom Bureaucrash, som kallat social trygghet för "socialt slaveri."
George Mason University professor Thomas Rustici använder två hypotetiska anekdoter för att illustrera sin synpunkt:
| ” | I det första fallet rånar Sam Slime en person på 50 pund. I det andra fallet röstar Sam Slime på en politiker som beskattar en person för att omfördela 50 pund till den 'missgynnade' Slime. Båda exemplen involverar användning av tvång. Det andra scenariot är dock möjligen värre, eftersom Slime genom staten nu har befogenhet att upprepade gånger ta andras pengar och därmed försätta dem i ett tillstånd av slaveri. | „ |

Leo Tolstoy hävdade att beskattning av arbete är ett av tre stadier av slaveri (de andra två är jordslaveri och personligt slaveri ).